# Barranc del Castell
El barranc del Castell és un barranc del terme actual de Tremp, del Pallars Jussà i de l'antic d'Espluga de Serra, a l'Alta Ribagorça, situat a l'enclavament d'Enrens i Trepadús. El barranc es forma a 1.490 m. alt., a llevant del Tossal del Comptador i al sud-est de la Faiada, i baixa fent ziga-zagues cap al sud, passant a prop d'Enrens i de les restes del Castell d'Enrens, que li dona el nom.
Més al sud, passa per llevant del Tossal de Trepadús, i en el seu tram final rep l'afluència del barranc de la Cirera i del barranc de la Rourera. Al cap de poc s'aboca en el barranc de Palomera, prop del lloc on també s'hi aboca el barranc de Cantallops.